# Thèmes LGBTQ dans les mythologies de la diaspora africaine
Les mythologies de la diaspora africaine, notamment celles du vaudou (Vodou, Vudu, Vodun, Voodoo), de la Santeria et du Candomblé, intègrent divers thèmes liés à l’identité et aux expressions LGBT.

## Voduns haïtien et louisianais
Dans le vaudou haïtien et louisianais, une multitude d’esprits ou divinités, appelés Lwa, sont présents. Ils peuvent être perçus comme des ensembles familiaux d’individus ou comme une entité unique aux multiples facettes, chacun étant associé à des aspects spécifiques de la vie.
Certains Lwa, tels que les Gédès et les Barons sont étroitement liés à la magie, au culte des ancêtres et à la mort. Par ailleurs, plusieurs d’entre eux sont particulièrement associés à la non-conformité de genre ainsi qu’aux relations entre personnes du même sexe. Parmi eux figure Ghede Nibo, un esprit veillant sur ceux qui décèdent jeunes. Il est parfois représenté avec une expression efféminée et incarne une influence favorisant diverses formes de sexualité, notamment la non-conformité de genre ou les relations entre femmes. Les parents de Gede Nibo sont le baron Samedi et Maman Brigitte; le baron Samedi est le chef des Gede et des Barons représentés comme un dandy bisexuel ou occasionnellement comme transgenre, portant un chapeau haut de forme et une redingote ainsi que des jupes et des chaussures pour femmes. Samedi a une tendance aux « mouvements lascifs » qui traversent les frontières de genre et impliquent également un désir de sexe anal. 
Les barons Lundy et Limba sont des amants qui enseignent une forme de lutte nue homoérotique dans leur école pour augmenter la puissance magique. Le baron Oua Oua, qui se manifeste souvent sous un aspect enfantin est considéré comme le baron « le plus étroitement lié à l'homosexualité » par les pratiquants du vaudou. 
Erzulie, lwa associé à l’amour, à la sensualité et à la beauté, incarne divers aspects liés à l’identité de genre et aux expressions LGBT. Son influence peut se manifester par des traits transgenres ou amazoniens, en complément de ses attributs traditionnellement féminins. Chez les hommes, cela peut favoriser une expression de genre non conforme ou homoérotique, tandis que chez les femmes, cela peut engendrer une orientation lesbienne ou une perception critique du masculin. Erzulie Freda est souvent perçue comme une protectrice des hommes homosexuels, tandis qu’Erzulie Dantor est associée aux femmes lesbiennes. 

## Thèmes LGBTQ+ à la Santería et au Candomblé
La Santería et le Candomblé sont des religions syncrétiques issues des croyances diasporiques yoruba et du catholicisme, particulièrement répandues en Amérique du Sud, notamment à Cuba et au Brésil. Leurs mythologies présentent de nombreuses similitudes avec celles des Yoruba et incluent un panthéon d'Orishas (esprits), souvent comparés ou assimilés aux loas du vaudou. Durant la traite transatlantique des esclaves, le catholicisme romain était la religion dominante imposée par les colonisateurs espagnols.  
La syncrétisation des divinités yoruba et des saints catholiques résulte du déséquilibre de pouvoir et de la répression des pratiques religieuses africaines dans les Amériques. Parmi les exemples les plus fréquemment cités figure l'association entre l’Orisha du tonnerre, Shango (Chango), et Santa Barbara. Cette correspondance repose sur leur palette de couleurs commune, la coupe symbolique associée à Santa Barbara, ainsi que l’épée qu’elle porte. Plus encore, leurs personnalités guerrières et leurs attributs de puissance les rapprochent. Shango est souvent décrit comme un symbole d’hypermasculinité, exprimée à travers sa force, son charisme séducteur et ses trois épouses tandis que Santa Barbara en tant que divinité féminine incite à une représentation transgenre de leur relation syncrétique. 

### Diversité des genres dans la Santeria
Le folkloriste Ysamur Peña a étudié le mythe de Logun Ede comme une illustration de la diversité des identités de genre dans la mythologie de la Santería. Son article publié dans le Western Folklore Journal raconte que Logun Ede, enfant d’Ochún et d’Ochosi, héritait des traits distinctifs de ses deux parents. Pour préserver leur enfant des regards extérieurs, Ochún et Ochosi décidèrent de dissimuler son existence. Ainsi, Logun Ede passait six mois par an sous la forme d’une femme magnifique auprès de sa mère Ochún, puis les six mois suivants sous l’apparence d’un homme séduisant aux côtés de son père Ochosi.
Le récit évoque également Orumila, un pratiquant de l’Ifá, qui rencontra une femme splendide sur une plage et l’épousa. Six mois plus tard, celle-ci disparut. En la recherchant, Orumila croisa un guerrier puissant qu’il invita à rejoindre la divination Ifá. Lors de l’initiation, l’identité de Logun Ede fut révélée, plongeant Orumila dans l’embarras. En conséquence, Orumila interdit l’initiation aux personnes dont le genre n’était pas perçu comme clairement défini. 
Ce mythe illustre une représentation des identités de genre dépassant les catégories binaires au sein de la Santería. L’anthropologue Andrea Allen a avancé que l’histoire de Logun Ede reflète la diversité des genres dans cette tradition mythologique. Bien que ce récit soit moins répandu que d’autres dans la Santería, certains pratiquants le considèrent comme une affirmation positive des identités queer, tandis que d’autres l’ont utilisé pour justifier l’exclusion de praticiens queer dans cette religion. 

#### Inle et Abata
Inle, également appelé Erinle, et Abata (Abbata) sont les fils de Yemaha (Yemoja, Yemaya). Inle, divinité associée à la chasse, à la pêche et à la guérison, est aussi reconnu comme un protecteur des personnes homosexuelles,,.   
Inle se caractérise le plus souvent par son androgynie et sa fluidité. Selon folkloriste Solimar Otero, la fluidité de genre d’Inle renforce leurs aptitudes en pêche, chasse et guérison, en leur permettant d’établir des liens profonds avec les autres. Certaines récits évoquent également leur relation étroite avec Abata, l’Orisha des marais et des marécages, lui-même caractérisé par une identité semi-androgyne. Dans une histoire, Yemaha a enlevé à Inle la capacité de parler en lui coupant la langue afin qu'ils ne puissent pas partager les secrets de Yemaya. 
Dans différentes versions de l'histoire, le catalyseur de la coupure de la langue d'Inle varie de Yemaha piégée dans des relations sexuelles incestueuses avec son fils Shango à l'amour de Yemaha pour Inle la conduisant à les violer, leur coupant la langue afin de les empêcher d'en parler,.   
D'après une autre version du mythe, Abata fut autrefois l’amant de Yemaha. Craignant qu’il ne révèle ses secrets, Yemaha lui ôta la faculté d’entendre. Dans les différentes variantes de ce récit, Inle et Abata sont ensuite exilés par Yemaha au fond de l’océan. Livrés à leur isolement et à leur solitude, ils développent un lien profond qui évolue en une relation amoureuse, marquée par une communication intense et expressive. Ce pataki est parfois interprété comme une explication mythologique de phénomènes tels que l’inceste, le mutisme, la surdité, ainsi que l’homosexualité.

## Note et Références